# Bazylika św. Jana Chrzciciela w Saarbrücken
Bazylika św. Jana (niem. Basilika St. Johann) – barokowa świątynia rzymskokatolicka znajdująca się w niemieckim mieście Saarbrücken. Nosi godność bazyliki mniejszej.

## Historia
Do czasów reformacji kościołem parafialnym dla wiernych zamieszkujących miasto była kolegiata św. Arnuala. Kaplica w miejscu obecnej bazyliki mogła istnieć nawet w VII wieku, lecz jej obecność można potwierdzić dopiero w wieku XIII. 1 stycznia 1575 świątynia przeszła w ręce protestantów, od 1683 ponownie należała do katolików po interwencji króla Francji Ludwika XVI.
Kamień węgielny pod budowę dzisiejszej świątyni wmurowano w lipcu 1754 roku, projekt sporządził Friedrich Joachim Stengel. Budowę wspomogła również wspólnota luterańska oraz książę Wilhelm Henryk. Konsekracja kościoła miała miejsce 8 stycznia 1758. W latach 1964–1975 gmach odrestaurowano. 22 października 1975 papież Paweł VI wyniósł go do godności bazyliki mniejszej.

## Architektura i wyposażenie
Świątynia barokowa, jednonawowa. Portal główny wypełniają brązowe drzwi wykonane w 1986 roku przez miejscowego artystę Ernsta Alta. Prezbiterium zdobią m.in. tintinnabulum i umbraculum – atrybuty bazyliki. 59-głosowe organy wykonał w 1975 roku warsztat Johannes Klais Orgelbau, w 2000 wyremontowano je, a w 2005 roku rozbudowano do 61 głosów.

## Galeria

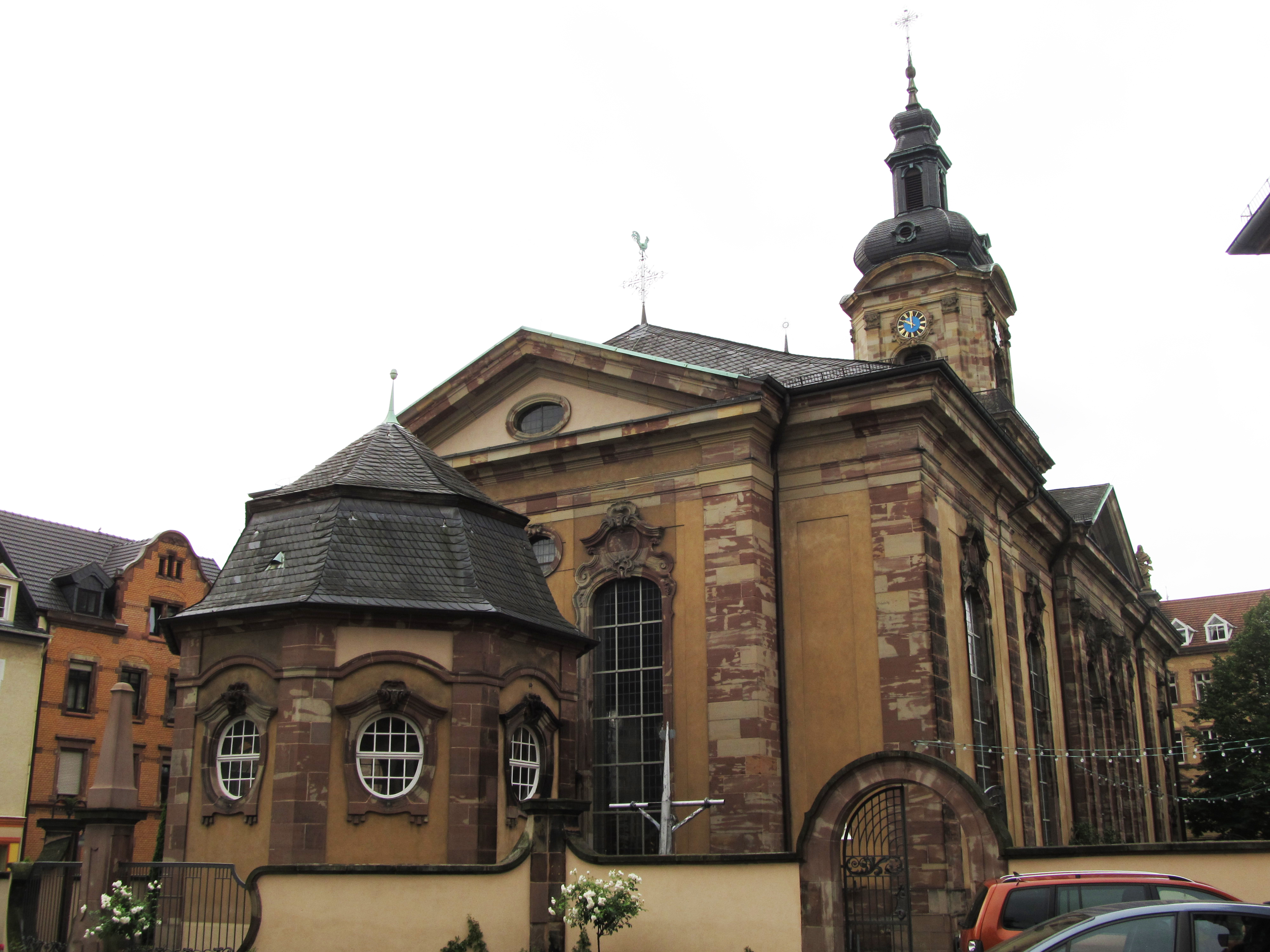
Widok z północnego wschodu
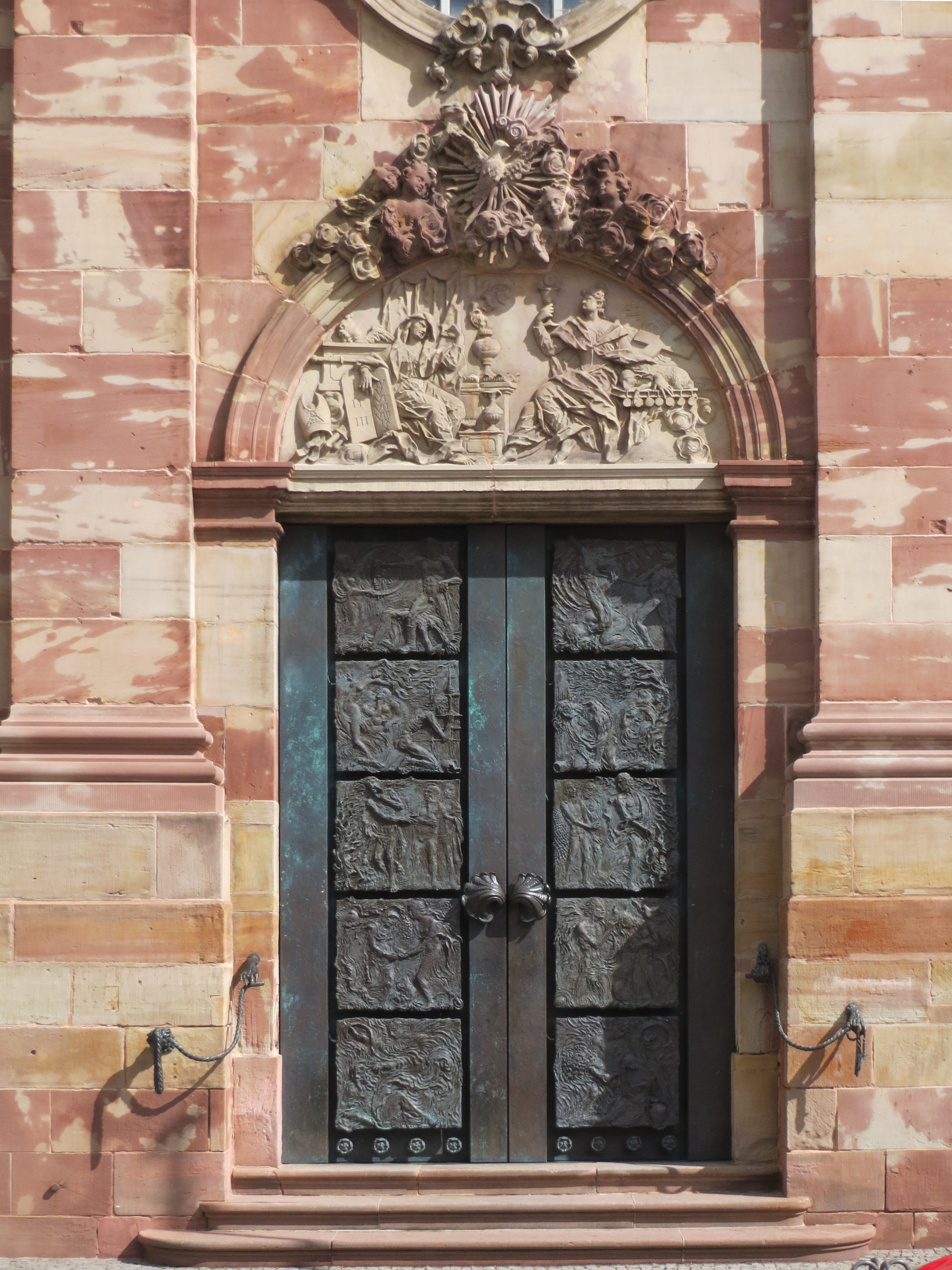
Portal główny
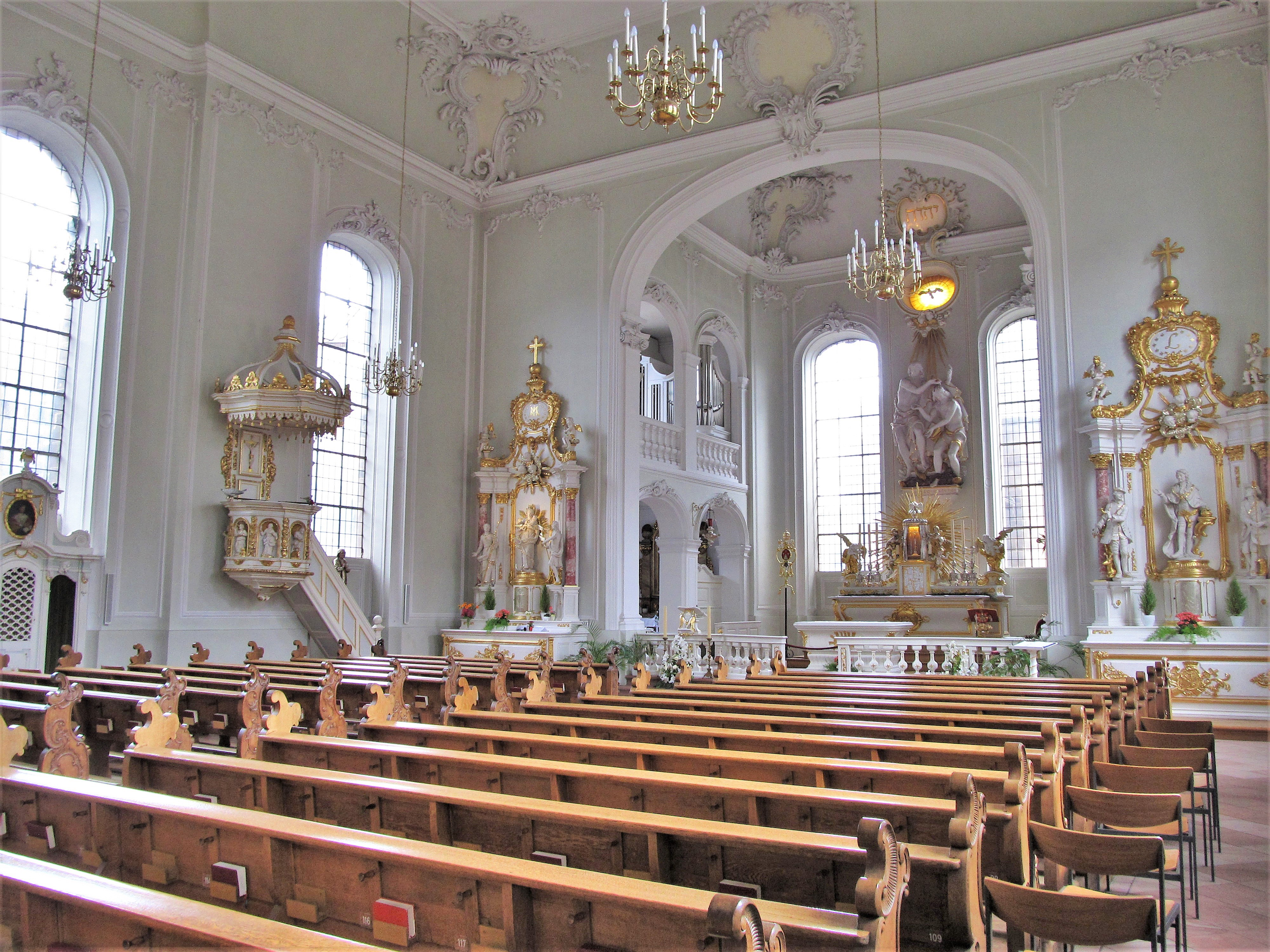
Wnętrze
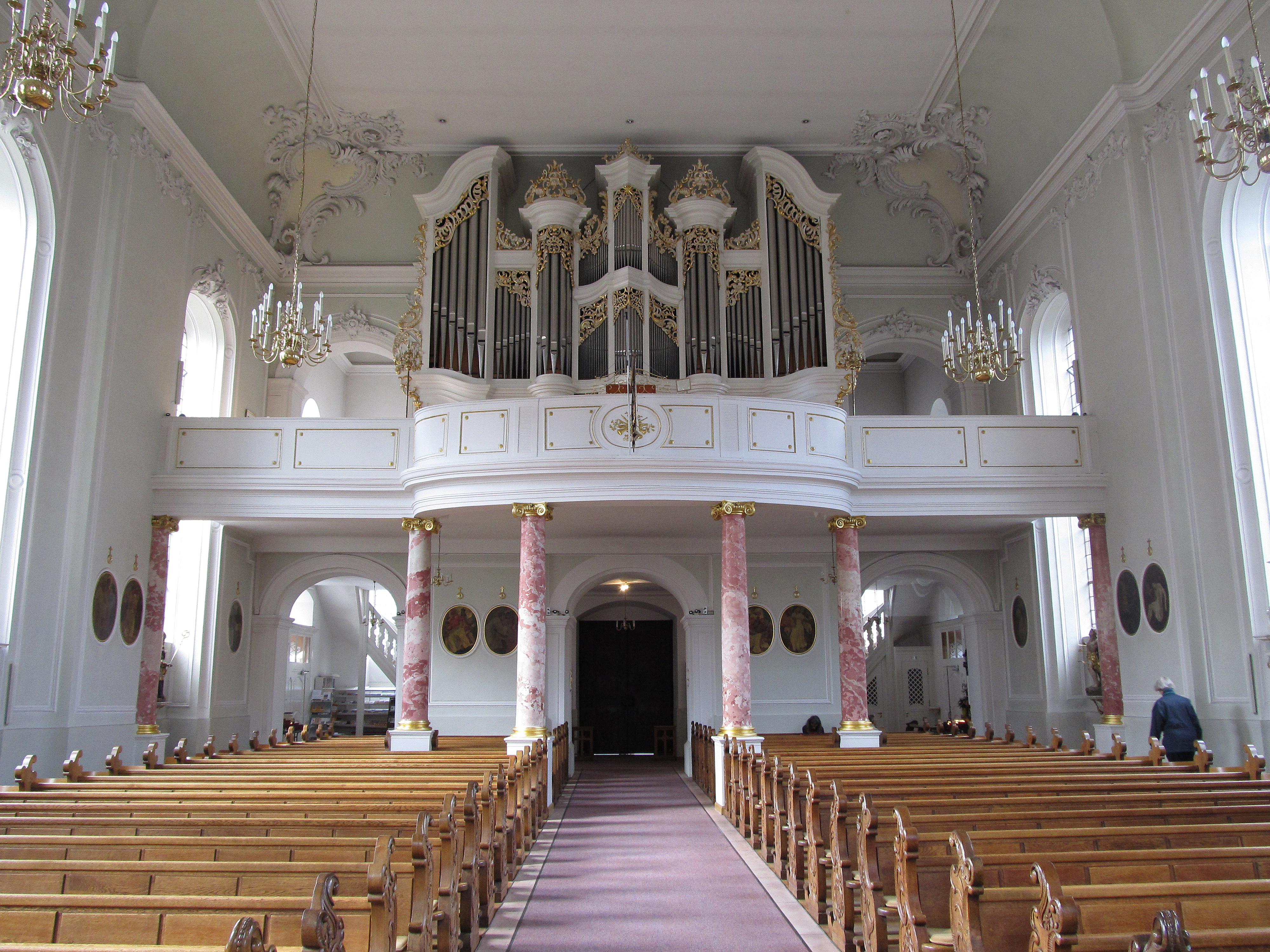
Empora organowa